# Dragonhammer
Dragonhammer – zespół muzyczny z Włoch grający melodyjny power metal. Formacja powstała w 1999 roku jako trio w składzie: Max Aguzzi (gitara, śpiew), Gae Amodio (gitara basowa) oraz Marino Deyana (perkusja). Rok później muzycy zarejestrowali demo zatytułowane Age Of Glory. Nagrania ukazały się nakładem samego zespołu. Wkrótce potem grupa podpisała kontrakt wydawniczy z wytwórnią muzyczną Elevate Records. Debiutancki album studyjny Dragonhammer zatytułowany Blood Of The Dragon ukazał się 24 lipca 2001 roku. Gościnnie w nagraniach wzięli udział: pianista Piero Poleggi oraz gitarzysta Fabio Cerrone. Druga płyta zespołu pt. Time For Expiation została wydana 22 marca 2004 roku przez firmę Scarlet Records. Materiał z przeznaczeniem na album został zarejestrowany w Draconia Studio.

## Dyskografia
- Age Of Glory (demo, 2000, wydanie własne)
- Blood Of The Dragon (2001, Elevate Records)[8]
- Time For Expiation (2004, Scarlet Records)[9]